# Mykola Kuleba

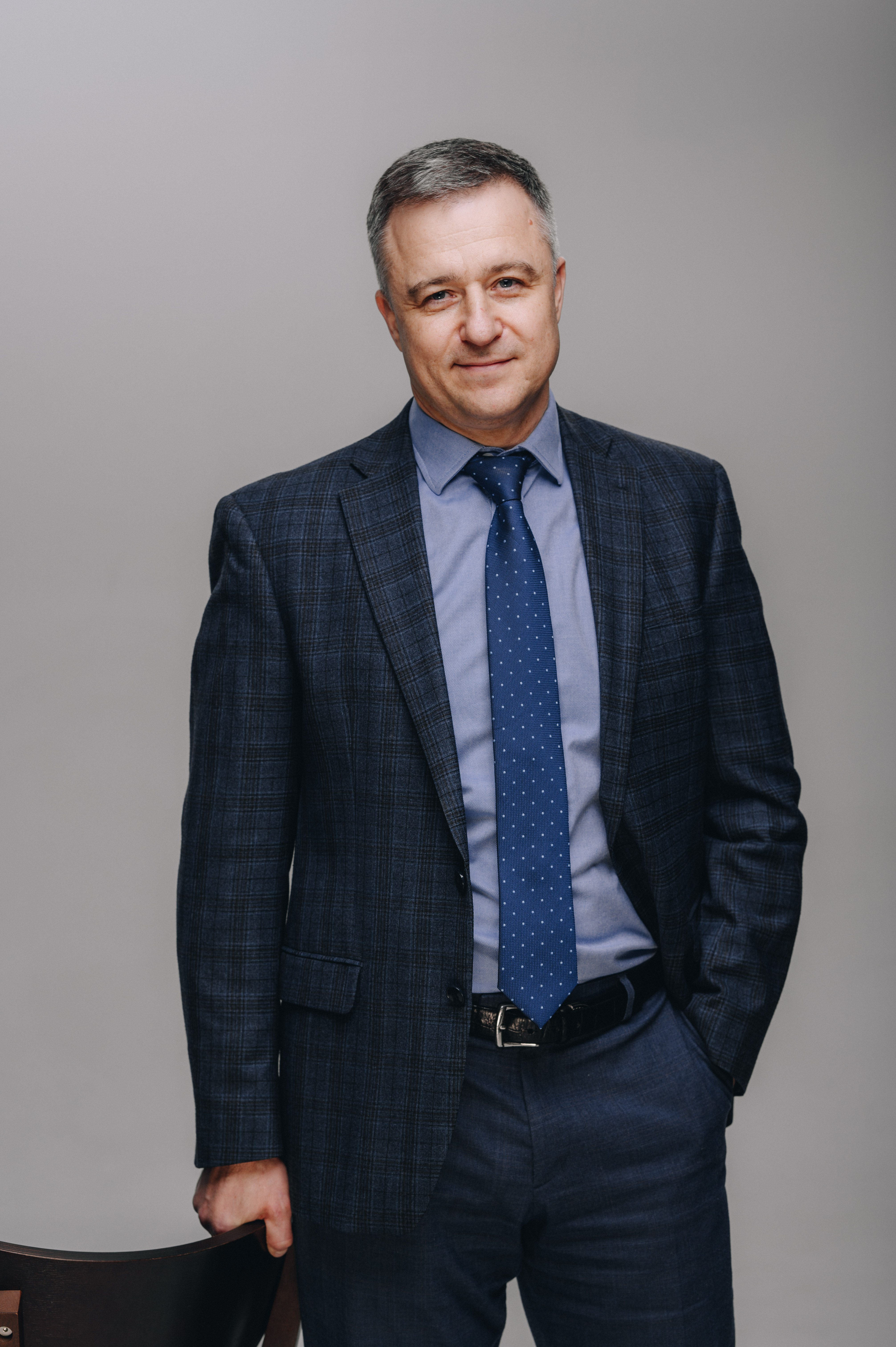
Mykola Kuleba

Mykola Mykolajowytsch Kuleba (ukrainisch Микола Миколайович Кулеба, * 23. März 1972) ist ein ukrainischer Menschenrechtsaktivist, insbesondere für Kinderrechte. Er gilt als Vorreiter der Kinderrechtsbewegung in der Ukraine, initiierte mehrere Reformen auf gesetzlicher Ebene bzw. im Bereich des Kinderschutzes, indem westliche bewährte Praktiken anstelle der Politik der Sowjetzeit in der Ukraine umgesetzt wurden. Kuleba ist ein Mitbegründer und Leiter der Nichtregierungsorganisation Save Ukraine. Er war Beauftragter für Kinderrechte des Präsidenten der Ukraine (2014–2021), Leiter des Amtes für Kinder der Stadtverwaltung Kiew (2006–2014) und Mitbegründer der Nationalen Allianz Ukraine ohne Waisen. Im Jahr 2023 ist Kuleba mit dem Sergei-Magnitski-Preis für Menschenrechte in der Kategorie „Herausragender Menschenrechtsverteidiger“ ausgezeichnet worden. Seit 2022 hat Save Ukraine 15 Rettungsmissionen organisiert und 231 ukrainische Kinder aus Russland und von Russland besetzten Gebieten zurückgebracht.

## Frühes Leben
Kuleba wurde am 23. März 1972 in Kiew geboren. Im Jahr 1994 schloss er sein Studium am Institut für Volkswirtschaft in Kiew ab. Im Jahr 2008 absolvierte Kuleba die Europäische Universität für Finanzen, Informationssysteme, Management und Wirtschaft.

## Soziale Aktivitäten
Von 1993 bis 2002 war Kuleba als Geschäftsmann tätig. Mykola beschloss, sein Leben dem Kindeswohl zu widmen, als er einer Gruppe obdachloser Kinder begegnete, die in einem unterirdischen Werkleitungskanal in der Nähe des Demijiwska-Platzes in Kiew wohnten. Damals lebten etwa 100.000 Kinder in der Ukraine auf der Straße. Aufgrund dieser Erfahrung gründete Mykola Kuleba ein Netzwerk von Zentren in Kiew, um Waisenkinder zu betreuen und sie entweder in ihre Familien zurückzuführen oder Pflegefamilien für sie zu finden. Diese Zentren haben soziale Dienste für Adoptivfamilien geschaffen, was ebenfalls Nachbetreuung vorgesehen hat. Er führte das Programm auf staatlicher Ebene ein und etablierte die Bildungs- und Schulungsprogramme für Adoptiveltern landesweit in der Ukraine.

## Öffentliche Dienstleistungsaktivitäten
Von 2006 bis Dezember 2014 war er als Leiter des Amtes für Kinder der Stadtverwaltung Kiew tätig. In der Kommunalpolitik engagierte er sich tatkräftig für die Rechte von Kindern, indem er viele Programme für sie implementierte, Pflegefamilien für Waisen einführte und präventive Maßnahmen mit Familien einleitete, die sich in schwierigen Lebensumständen befanden. Er gründete das „Städtische Kinderzentrum“, in dem Schulungen für Adoptiveltern angeboten und die Unterbringung von Waisenkindern in Familien intensiviert wurden. Dies war das erste Programm dieser Art in der Ukraine. Als Ergebnis reduzierte sich die Anzahl der Waisen in Heimen um das Fünffache.
Kuleba wurde am 17. Dezember 2014 zum Beauftragten des Präsidenten der Ukraine für Kinderrechte ernannt. An dieser Stelle vereinte und koordinierte er die Zusammenarbeit zwischen der Regierung und der Öffentlichkeit, um eine zusammenhängende Politik und wirksame Projekte auf Landesebene zu entwickeln, die effektiv zur Verhinderung, Entdeckung und Bekämpfung des Menschenhandels beitragen und Opfern vom Menschenhandel Unterstützung bieten. Es wird Kuleba hoch angerechnet, dass er durch diese Initiative dazu beitragen hat, den Menschenhandel in der Ukraine zu reduzieren. Er verfasste die nationale Deinstitutionalisierungsstrategie, etablierte Richtlinien und Maßnahmen gegen Mobbing, einschließlich Cybermobbing, um Kinder zu schützen.

## Aktivitäten nach dem Beginn des russisch-ukrainischen Krieges
Mit der russischen Invasion auf die Krim und im Donbass im Jahr 2014 gründete Kuleba das Rettungsnetzwerk Save Ukraine, das Dutzende von Organisationen, Freiwilligen, Einzel- und Rechtspersonen koordiniert, um Binnenvertriebenen zu helfen, wobei ein besonderer Schwerpunkt auf Kindern liegt. Save Ukraine hat über 105.000 Menschen von den Frontlinien evakuiert und mehr als 120.000 Menschen psychologische Unterstützung geleistet. Jeden Tag erhält die Save Ukraine-Hotline mehr als 300 Anfragen um Hilfe und betreibt ein wachsendes Netzwerk von Gemeindezentren, die Kriegstraumata behandeln und daran arbeiten, die Menschenwürde wiederherzustellen, indem sie Nahrung, Unterkunft, medizinische und psychologische Betreuung bereitstellen. Seit Beginn der groß angelegten Invasion beteiligt sich Save Ukraine daran, deportierte Kinder in die Ukraine zurückzuholen. Das Team von Mykola Kuleba hat bereits über 200 zwangsweise verschleppte Kinder aus Russland und den vorübergehend besetzten Gebieten in die Ukraine zurückgebracht.

## Privatleben
Kuleba ist verheiratet und hat vier Kinder.